# تورگذاری برای مرغابی

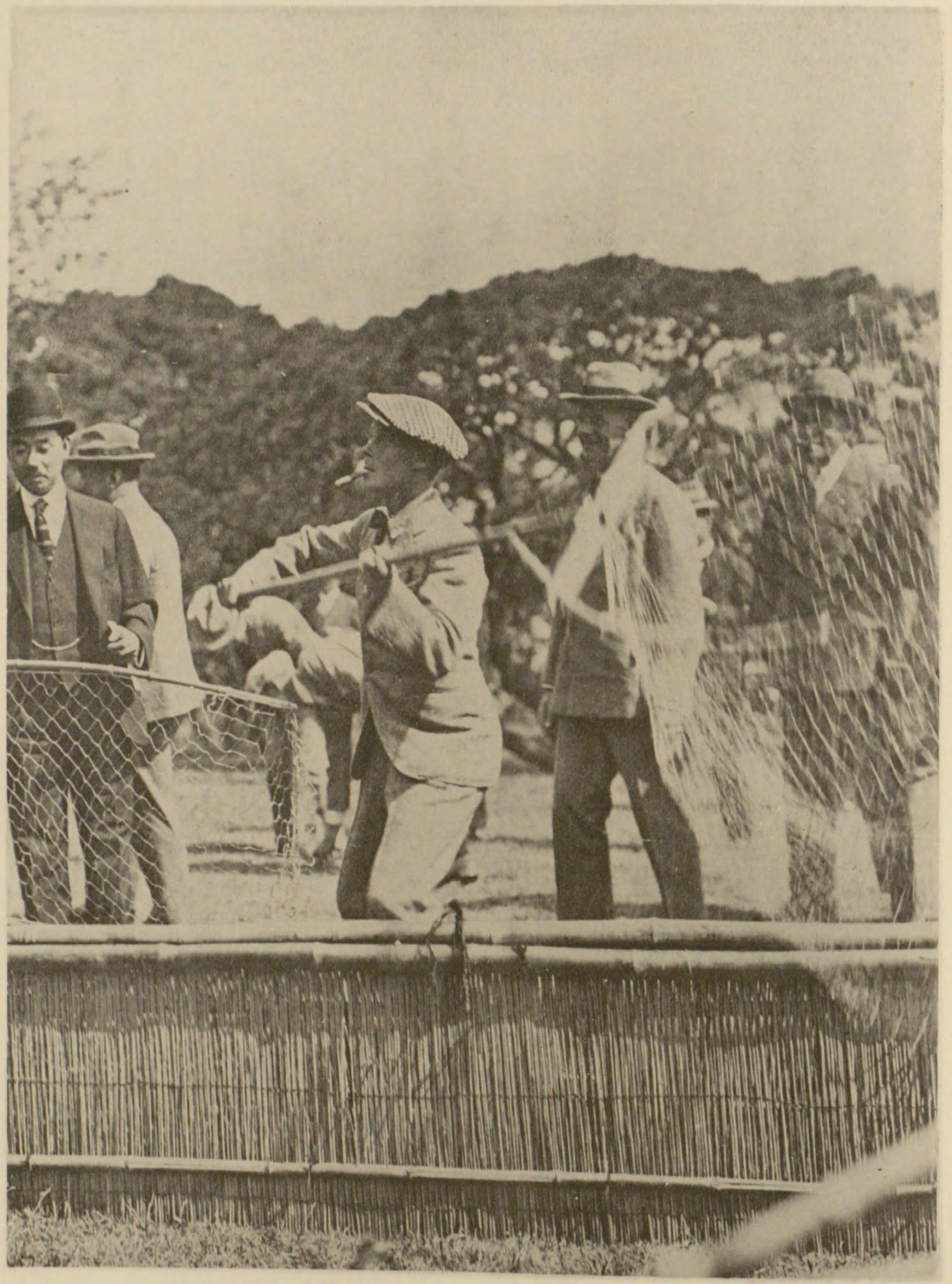
تورگذاری ادوارد هشتم در باغ هاماریکیو در توکیو در سال ۱۹۲۲

تورگذاری برای مرغابی یک ورزش غیررقابتی است که در دوران نوین، عموماً به بازی اعضای خانه امپراتوری ژاپن و مهمانان آنها محدود می‌شود. اعتقاد بر این است که به‌طور کلی برای ژاپن و به‌طور خاص برای خاندان امپراتوری خاص است. توری مرغابی توسط هیئت تشریفات آژانس خاندان امپراتوری مدیریت می‌شود. تسلط بر این ورزش، که شامل چرخاندن توری بزرگ برای به دام انداختن یک مرغابی مبهوت شده‌است، دشوار تلقی نمی‌شود.